# Planaltinella
Planaltinella là một chi bướm đêm thuộc phân họ Tortricinae của họ Tortricidae.

## Các loài
- Planaltinella bahia Razowski & Becker, 2002
- Planaltinella rhatyma Razowski & Becker, 1994